# Эвайс, Джон
Джон Эвайс (John C. Avise; род. 1948, Гранд-Рапидс, Мичиган) — американский генетик, эволюционный генетик, пионер phylogeography.
Доктор философии (1975), заслуженный профессор Калифорнийского университета в Ирвайне (эмерит), член НАН США (1991) и Американского философского общества (2011).

## Биография
Родился и вырос в Гранд-Рапидс.
Окончил Мичиганский университет (бакалавр природных ресурсов (по биологии рыб), 1970). Степень магистра зоологии получил в Техасском университете в Остине в 1971 году. Степень доктора философии по генетике получил в 1975 году в Калифорнийском университете в Дейвисе. С 1975 года в Университете Джорджии: ассистент-профессор (1975—1979), ассоциированный профессор (1979—1984), профессор (с 1984). Ныне заслуженный профессор Калифорнийского университета в Ирвайне (эмерит).
Президент Society for the Study of Evolution (1994), American Genetic Association (2000), Society for Molecular Biology and Evolution (1994).
Член Американской академии искусств и наук (1994).
Фелло Американской ассоциации содействия развитию науки (1985), Американского орнитологического общества (1994), Калифорнийской АН (2018).
Автор многих научных статей, 20 книг.
Женился в 1979 году, есть дочь.

## Награды и отличия
- Lamar Dodd Award (1988)
- Стипендия Слоуна (1992)
- Earle R. Greene Award (1994)
- Медаль Брюстера (1997)
- Pew Fellow (1998)[6]
- Molecular Ecology Prize (2006)
- Alfred Russel Wallace Award (2007)
- National Associate Award, National Research Council[англ.] (2008)
- Distinguished Faculty Award for Research Калифорнийского университета в Ирвайне (2010)